# Amriswil
Amriswil is een gemeente en plaats in het Zwitserse kanton Thurgau, en maakt deel uit van het district Arbon. Amriswil telt 11.477 inwoners.

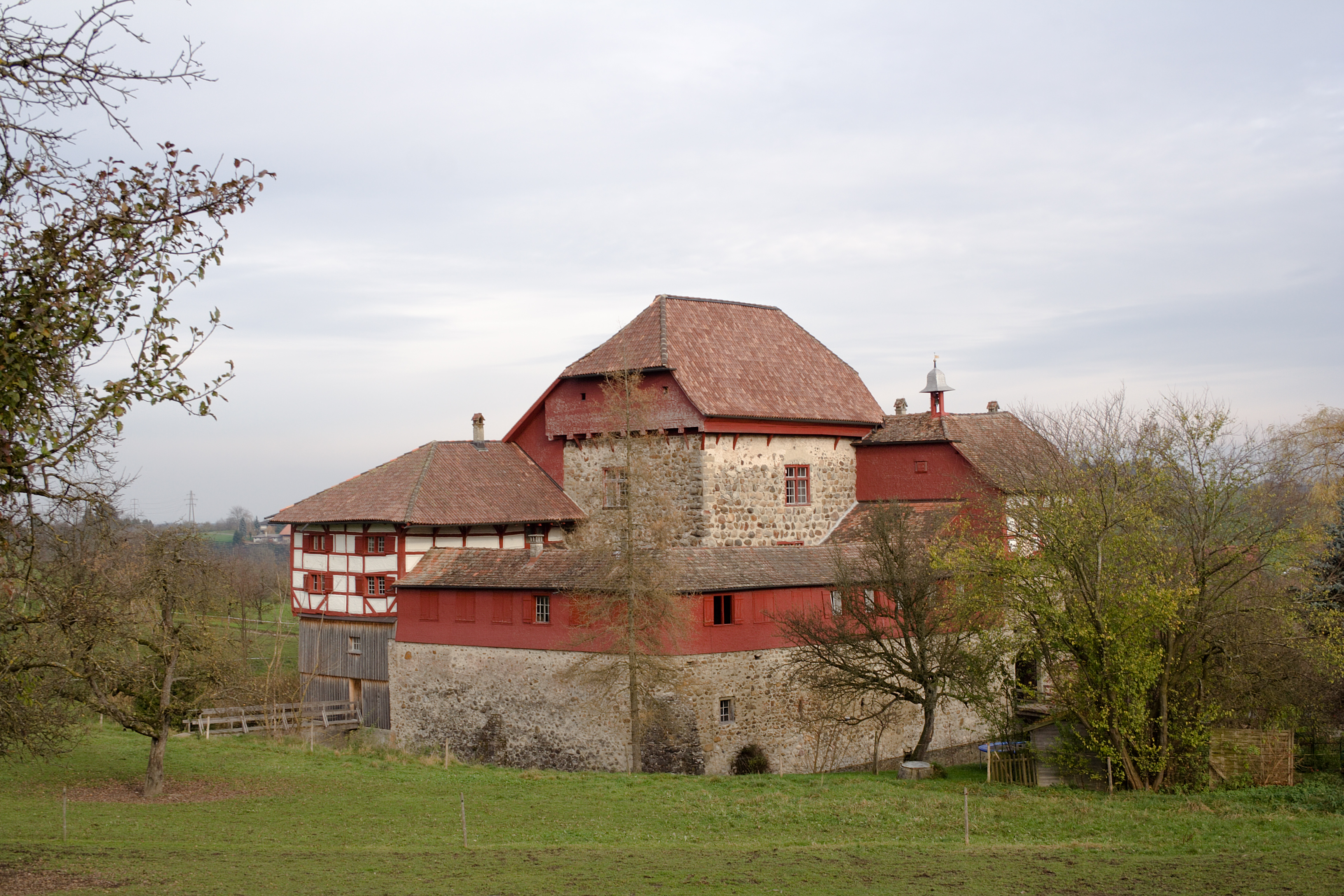
Slot Hagenwil

## Geschiedenis
Tot eind 2010 behoorde de gemeente tot het opgeheven district Bischofszell.

## Overleden
- Hans Munz (1916-2013), advocaat, bestuurder en politicus

- Gemeinsame Normdatei: 4104195-1
- Historisch woordenboek van Zwitserland: 001864
- Library of Congress Control Number: n85152507
- MusicBrainz: 8e218175-d82b-4636-b481-f860d06d4226
- Nationale Bibliotheek van Israël: 987007566992605171
- Virtual International Authority File: 147813178
- WorldCat: E39PBJtMmyY873H3MCR9tWwV4q

Amriswil · Arbon · Dozwil · Egnach · Hefenhofen · Horn · Kesswil · Roggwil (TG) · Romanshorn · Salmsach · Sommeri · Uttwil